# Rally de Ferrol de 2019
El Rally de Ferrol de 2019 fue la 50.ª edición y la sexta ronda de la temporada 2019 del Campeonato de España de Rally. Se celebró del 19 de julio al 20 de julio y contó con un itinerario de diez tramos que sumaban un total de 165,69 km cronometrados. Fue también puntuable para la Copa Suzuki Swift, la Beca U24 RFEdA y por primera vez, para el Tour European Rally.

## Itinerario
| Día   | Tramo | Nombre                     | Distancia | Hora  | Ganador      | Tiempo  | Líder      |
| ----- | ----- | -------------------------- | --------- | ----- | ------------ | ------- | ---------- |
| Día 1 | TC1   | Irixoa-Monfero             | 21.30 km  | 18:44 | Pepe López   | 14:55.9 | Pepe López |
| Día 1 | TC2   | Monfero-Monfero            | 19.47 km  | 19:23 | Víctor Senra | 10:59.4 | Pepe López |
| Día 1 | TC3   | Irixoa-Monfero 2           | 21.30 km  | 20:37 | Pepe López   | 14:35.6 | Pepe López |
| Día 1 | TC4   | Fimo-Carlos Arrojo         | 2.12 km   | 21:45 | Pepe López   | 1:55.4  | Pepe López |
| Día 2 | TC5   | San Sadurniño-As Somozas   | 20.06 km  | 10:10 | Víctor Senra | 12:57.1 | Iván Ares  |
| Día 2 | TC6   | As Somozas-As Pontes       | 24.97 km  | 10:48 | Pepe López   | 14:29.8 | Pepe López |
| Día 2 | TC7   | Karting As Pontes          | 2.20 km   | 11:36 | Pepe López   | 14:29.8 | Pepe López |
| Día 2 | TC8   | San Sadurniño-As Somozas 2 | 20.06 km  | 15:01 | Iván Ares    | 12:27.5 | Pepe López |
| Día 2 | TC9   | As Somozas-As Pontes 2     | 24.97 km  | 15:39 | Iván Ares    | 14:13.2 | Pepe López |
| Día 2 | TC10  | Ferrol-Ferrol              | 9.24 km   | 16:57 | Pepe López   | 6:00.0  | Pepe López |

## Clasificación final
| Pos.                     | Piloto                  | Copiloto                | Automóvil             | Tiempo    | Diferencia |
| General                  | General                 | General                 | General               | General   | General    |
| ------------------------ | ----------------------- | ----------------------- | --------------------- | --------- | ---------- |
| 1.                       | Pepe López              | Borja Rozada            | Citroën C3 R5         | 1:44:44.9 | 0.0        |
| 2.                       | Iván Ares               | David Vázquez           | Hyundai i20 R5        | 1:44:54.2 | +9.3       |
| 3.                       | Víctor Senra            | Ramón López             | Citroën C3 R5         | 1:46:36.5 | +1:51.6    |
| 4.                       | Roberto Blach Jr.       | José Murado             | Citroën C3 R5         | 1:49:44.0 | +4:59.1    |
| 5.                       | Joan Vinyes             | Jordi Mercader          | Suzuki Swift Sport R+ | 1:50:28.4 | +5:43.5    |
| 6.                       | Steve Fernandes         | Olivier Beck            | Škoda Fabia R5        | 1:55:09.2 | +10:24.3   |
| 7.                       | Stefan Göttig           | Natalie Solbach-Schmidt | Škoda Fabia R5        | 1:57:33.0 | +12:48.1   |
| 8.                       | José Fernando Rico      | Noel Claro Portas       | Suzuki Swift Sport    | 2:00:25.7 | +15:40.8   |
| 9.                       | [[Pablo Pazó            | Sergio Martínez         | Suzuki Swift Sport    | 2:00:53.4 | +16:08.5   |
| 10.                      | Javier Bouza            | José Antonio Vázquez    | Suzuki Swift Sport    | 2:01:06.5 | +16:21.6   |
| CERA                     |                         |                         |                       |           |            |
| 1.                       | Pepe López              | Borja Rozada            | Citroën C3 R5         | 1:44:44.9 | 0.0        |
| 2.                       | Iván Ares               | David Vázquez           | Hyundai i20 R5        | 1:44:54.2 | +9.3       |
| 3.                       | Víctor Senra            | Ramón López             | Citroën C3 R5         | 1:46:36.5 | +1:51.6    |
| 4.                       | Roberto Blach Jr.       | José Murado             | Citroën C3 R5         | 1:49:44.0 | +4:59.1    |
| 5.                       | Joan Vinyes             | Jordi Mercader          | Suzuki Swift Sport R+ | 1:50:28.4 | +5:43.5    |
| 6. (8.)                  | José Fernando Rico      | Noel Claro Portas       | Suzuki Swift Sport    | 2:00:25.7 | +15:40.8   |
| 7. (9.)                  | Pablo Pazó              | Sergio Martínez         | Suzuki Swift Sport    | 2:00:53.4 | +16:08.5   |
| 8. (10.)                 | Javier Bouza            | José Antonio Vázquez    | Suzuki Swift Sport    | 2:01:06.5 | +16:21.6   |
| 9. (11.)                 | Aarón Zorrilla          | Jairo Gómez Pardo       | Suzuki Swift Sport    | 2:01:14.8 | +16.29.9   |
| 10. (12.)                | Pablo Medina            | Ariday Bonilla          | Suzuki Swift Sport    | 2:01:36.5 | +16:51.6   |
| TER                      |                         |                         |                       |           |            |
| 1. (2.)                  | Iván Ares               | David Vázquez           | Hyundai i20 R5        | 1:44:54.2 | 0.0        |
| 2. (4.)                  | Roberto Blach Jr.       | José Murado             | Citroën C3 R5         | 1:49:44.0 | +4:49.8    |
| 3. (6.)                  | Steve Fernandes         | Olivier Beck            | Škoda Fabia R5        | 1:55:09.2 | +10:15.0   |
| 4. (7.)                  | Stefan Göttig           | Natalie Solbach-Schmidt | Škoda Fabia R5        | 1:57:33.0 | +12:38.8   |
| 5. (13.)                 | Ignacio Braña           | Raquel Ruiz Arias       | Ford Fiesta R2T       | 2:01:48.9 | +16:54.7   |
| 6. (19.)                 | Norman Kreuter          | Mikael Kreuter          | Citroën DS3 R3T       | 2:04:11.8 | +19:17.6   |
| Copa Suzuki Swift        |                         |                         |                       |           |            |
| 1. (8.)                  | José Fernando Rico      | Noel Claro Portas       | Suzuki Swift Sport    | 2:00:25.7 | 0.0        |
| Copa Suzuki Swift Júnior |                         |                         |                       |           |            |
| 1. (11.)                 | Aarón Zorrilla          | Jairo Gómez Pardo       | Suzuki Swift Sport    | 2:01:14.8 | 0.0        |
| Beca U24 RFEdA           |                         |                         |                       |           |            |
| 1. (37.)                 | Alejandro Martín Afonso | Kevin Peñate Hernández  | Toyota Aygo           | 2:17:54.9 | 0.0        |